# Лінія-Дялулуй
Лінія-Дялулуй (рум. Linia Dealului) — село у повіті Вилча в Румунії. Входить до складу комуни Стенешть.
Село розташоване на відстані 166 км на захід від Бухареста, 43 км на південний захід від Римніку-Вилчі, 55 км на північ від Крайови.

## Населення
За даними перепису населення 2002 року у селі проживали 232 особи, усі — румуни. Усі жителі села рідною мовою назвали румунську.